# Piano meccanico (romanzo)
Piano meccanico (Player Piano) è il romanzo d'esordio di Kurt Vonnegut, pubblicato nel 1952. In Italia è stato pubblicato anche con il titolo Distruggete le macchine e La società della camicia stregata.

## Storia editoriale
Il romanzo è un esempio di fantascienza soft, con un'enfasi al tema sociologico piuttosto che a quello tecnologico che rende questo mondo possibile.
Il nome di questo romanzo deriva da uno strumento musicale chiamato piano meccanico, un tipo di pianoforte che riproduce musica senza l'intervento umano, in base ai buchi presenti su un rotolo di carta che viene srotolato per mettere in funzione il meccanismo.
L'opera è stata pubblicata per la prima volta in Italia nel 1966 con il titolo La società della camicia stregata, ristampato nel 1979 con il titolo Distruggete le macchine e quindi, a partire dal 1992, pubblicato in varie edizioni con il titolo Piano meccanico.

## Trama
La società futura è totalmente automatizzata ed è stata eliminata la classe media. Questa diffusa meccanizzazione crea conflitti tra la classe benestante degli ingegneri, che gestiscono la società, ed il resto dellapopolazione, le cui abilità possono essere rimpiazzate da macchine.
Paul Proteus, il protagonista, è il capo dell'industria di Ilium. Si trova in mezzo ad un conflitto, costretto a scegliere se continuare il suo lavoro e progredire verso un futuro di successo, o diventare il capo carismatico della ribellione contro la società delle macchine.

## Edizioni
- Kurt Vonnegut, La società della camicia stregata, collana Science Fiction Book Club, traduzione di Roberta Rambelli, n. 5, 1ª ed., La Tribuna, 1966,  p. 432.
- Kurt Vonnegut, Distruggete le macchine, collana Cosmo Oro, traduzione di Roberta Rambelli, n. 36, Editrice Nord, 1979.
- Kurt Vonnegut, Piano meccanico, collana Poesia e prosa del Novecento, traduzione di Alessandro Roffeni, n. 51, 1ª ed., SE, 1º novembre 1992,  p. 310, ISBN 978-88-7710-255-3.
- Kurt Vonnegut, Piano meccanico, collana Collana Urania, traduzione di Alessandro Roffeni, n. 1393, 1ª ed., Milano, Arnoldo Mondadori Editore, 30 luglio 2000,  p. 366.
- Kurt Vonnegut, Piano meccanico, collana I Narratori, traduzione di Mantovani, 1ª ed., Milano, Feltrinelli, novembre 2004,  p. 325, ISBN 978-88-07-01665-3.
- Kurt Vonnegut, Piano meccanico, collana Tascabili narrativa, traduzione di Vincenzo Mantovani, Milano, Bompiani, ottobre 2020, ISBN 9788830103740.